# Xylolocha gabraria
Xylolocha gabraria är en fjärilsart som beskrevs av W. Warren 1895. Xylolocha gabraria ingår i släktet Xylolocha och familjen mätare. Inga underarter finns listade i Catalogue of Life.